# Alfarería en la provincia de Badajoz

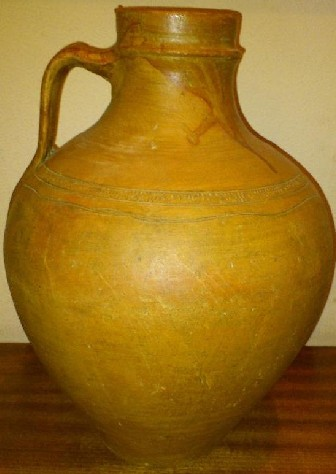
Cántaro de novia de Talarrubias (Badajoz); pequeña vasija de aprendizaje y «cántaro ritual de compromiso» que regala el novio a la novia.

La alfarería en la provincia de Badajoz (España), agrupa el conjunto de centros de producción cerámica de la Extremadura meridional.
Además del legado arqueológico datado antes y después de la romanización de la zona y conservados en museos e instituciones autonómicos y nacionales, el sur de esta región española cuenta con una importante tradición, cuyos principales focos «barreros» se mantienen activos en las localidades de Salvatierra de los Barros, Fregenal de la Sierra, Quintana de la Serena, Cabeza del Buey y Badajoz capital.

## Documentación histórica
Como en la mayoría de la Península, a partir del siglo xviii se documenta actividad alfarera provincial en el Catastro de Ensenada (1752) y en las Memorias políticas y económicas de Eugenio Larruga (1792), así como en el siglo xix en el Diccionario geográfico-estadístico-histórico (1846-1850) de Pascual Madoz. Más recientemente los alfares de Badajoz quedan catalogados en las guías cerámicas de especialistas como Natacha Seseña, Guadalupe González-Hontoria, Josep Llorens i Artigas y José Corredor Matheos o del equipo dirigido por el etnógrafo alemán Rüdiger Vossen.

## En la arqueología

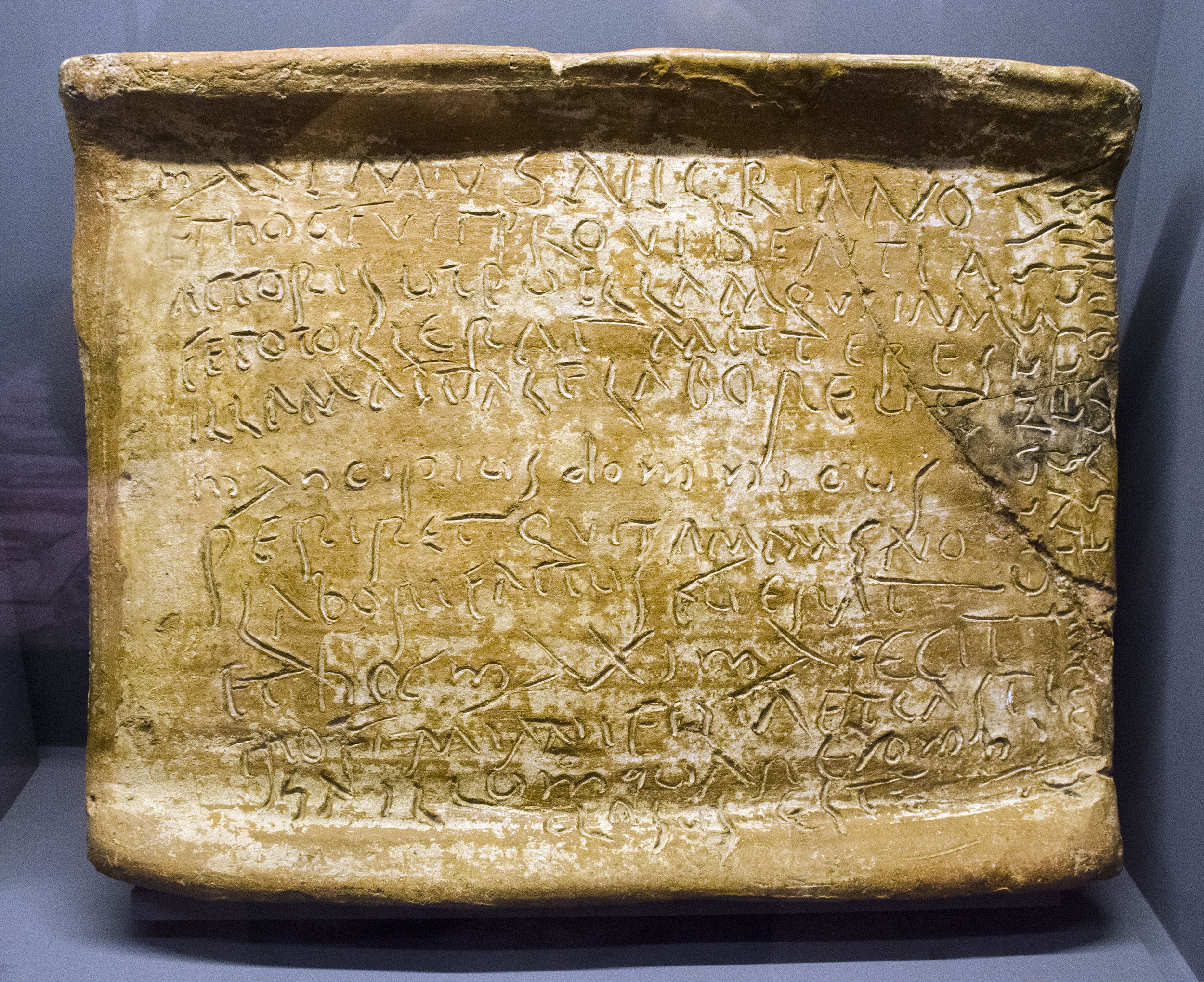
Teja o tablilla de arcilla datada en el, conteniendo una carta de Máximo a Nigriano, hallada en el término de Villafranca de los Barros, conservada en el Museo Arqueológico Nacional (España).

Desde la antigüedad, la alfarería meridional extremeña está históricamente ligada a la producción  alentejana del otro lado de la frontera, como demuestran formas y técnicas de la cerámica prehistórica, protohistórica y romana, con características comunes (a excepción de las pastas utilizadas, en razón de su condición de manufacturas autóctonas. Es de suponer, por los paralelismos en recipientes notables como las dolia precursoras de las tinajas y su evolución tras la Edad Media, y de la cacharrería de barro en general que la identidad manifiesta en época romana se mantiene en algunos casos hasta la actualidad.

## Alfares activos

### Salvatierra de los Barros
Como su propio nombre enuncia, Salvatierra tiene una larga tradición “barrera” continuada en las alfarerías, tejerías y fábricas de cerámica aún activas y recogida y representada en el museo de la ciudad. Dicha institución, además de los materiales cerámicos más recientes, incluye piezas datadas a partir del siglo xvi, halladas en bóvedas de iglesias extremeñas y en la llamada Área Arqueológica de Morería en Mérida, y de otros centros alfareros alentejanos. Todo ello, respaldado por la abundante producción y la riqueza de sus barros y arcillas, la sitúa –según los especialistas– a la cabeza de los centros alfareros básicos (alfarería y cacharrería de basto), no solo de Extremadura sino probablemente de toda España.
Eugenio Larruga, ya en el siglo xviii, censaba cuarenta alfares con una producción de 270.000 piezas al año. Tradicionalmente, en esa industriosa artesanía, el trabajo se distribuyó en diferentes estamentos laborales: los alfareros de agua, los de fuego, los de fino y de «basto», y las «bruñidoras».
Otro capítulo histórico en la producción de Salvatierra, fue su aportación a la bucarofagia, al hilo de los afamados «búcaros portugueses». Las de Salvatierra son vasijas engobadas y bruñidas, de arcilla ‘tintá’ que facilita su bruñido, tarea tradicionalmente reservada a las mujeres de la familia del alfarero. Los búcaros bruñidos de este foco extremeño (botijos, botijas, ‘mariconas’ y jarras) se decoran con un rameo hecho con cantos del río Guadiana, consiguiendo un llamativo efecto de brillos sobre el fondo opaco del barro. Seseña escribe que en Salvatierra se fabricaron ramilleteros (búcaros grandes) similares a los mejicanos producidos en Tonalá. Añade la historiadora y etnógrafa que históricamente se ha documentado la distribución y comercio de la alfarería de Salvatierra, más allá del mercado regional, en Madrid, Barcelona y Valencia, e incluso en mercados de Francia, Bélgica, Holanda y Suiza.

### Fregenal de la Sierra
Activo foco en el siglo xx, ha continuado su producción con la familia Gallardo o distinguidos artistas como Rafael Ortega. Las piezas tradicionales, cántaros (torneados en tres tiempos, como en Montehermoso, a diferencia del cántaro andaluz, ‘hecho de un tirón’), macetas, barriles de campo y vistosos platos de “solero abombado”, ha sido prácticamente sustituida por botijos en forma de gallo vidriados con esmalte negro brillante y decorados con los colores del arco iris (aunque con «pintura industrial en frío»), y sometidos a tres cochuras.

### Cabeza de Buey
Natacha Seseña sitúa el origen de los talleres activos en el siglo xx en esta localidad, como procedentes de alfareros de Hinojosa del Duque, con fabricación de cantarería, botijería y tinajería siguiendo los modelos cordobeses.
- Al inicio del siglo xxi, se localizaban asimismo alfares en Llerena y Barcarrota.[15]

## Alfares desaparecidos
Además de los centros alfareros desarrollados, los anuarios históricos y las guías alfareras de la zona recogen actividad de talleres, ya desaparecidos, en Alburquerque, Cabeza la Vaca, Fuente de Cantos, Jerez de los Caballeros, Magacela, Monesterio, Oliva de Mérida, Talarrubias y Villar del Rey.xxi